# アントニー・ブレンターノ
アントニー・ブレンターノ（Antonie Brentano 1780年5月28日 - 1869年5月12日）は、慈善家、美術品収集家、芸術家のパトロン。

## 生涯

### 幼少期
アントニーはヨハンナ・アントニー・ヨーゼファ・エドル・フォン・ビルケンシュトックとしてウィーンに生まれ、トニと呼ばれた。父はオーストリアの外交官、教育改革者、美術品収集家であるヨハン・メルヒャー・エドラー・フォン・ビルケンシュトック（1738年 - 1809年）、母はカロリーナ・ヨーゼファ・フォン・ハイ（1755年 フルネク/ベーメン - 1788年5月18日 ウィーン）であった。きょうだいは3人いたが、うち2人は幼児期に死亡している。
- フーゴー・コンラート・ゴットフリート・フォン・ビルケンシュトック（1778年12月15日 ウィーン - 1825年4月10日 イップス・アン・デア・ドナウ（英語版））
- コンスタンティン・フィクトル・フォン・ビルケンシュトック（1782年 フランクフルト 同年没）
- ヨハン・エドゥアルト・ファレンティン・フォン・ビルケンシュトック（1784年 フランクフルト 同年没）

父はマリア・テレジアやヨーゼフ2世の顧問を務めた人物であり、ルートヴィヒ・ヴァン・ベートーヴェンがピアノソナタ第15番 作品28（1802年）を献呈したヨーゼフ・フォン・ゾンネンフェルスとは妻を通じた縁により義兄弟の関係であった。母はフラデツ・クラーロヴェーの改革派司教（Reformbischofs）であったヤン・レオポルト・リッター・フォン・ハイ（1735年-1794年）の妹である。
1782年から1784年頃までビルケンシュトック一家はフランクフルトで暮らしており、ここでアントニーのきょうだいのコンスタンティン・フィクトルとヨハン・エドゥアルトが生まれるも間もなく命を落としている。ヨハン・メルヒャーがブレンターノ家と知り合ったのはこの時期であった可能性もある。ウィーンにおいて一家は40室を有するラントシュトラーセ郊外、エルトベルガッセ98（現在のエルドベルクシュトラーセ19）の邸宅に居住していた。邸宅は大規模な図書館を備え、ビルケンシュトックの多数の美術品コレクションも納められていた。
アントニーが8歳を迎える10日前に母が伝染病により他界し、彼女はプレスブルクのウルズリーネ女子修道院併設の学校に送られることになった。

### 結婚
1797年9月、作家のクレメンス・ブレンターノ（1778年）やベッティーナ・フォン・アルニム（1785年-1859年）の異母きょうだいにあたるフランクフルトの裕福な商人であったフランツ・ブレンターノ（1765年-1844年）が、腹違いの妹であるゾフィー・ブレンターノ（1776年-1800年）と彼の継母であるフリーデリケ・ブレンターノ（旧姓ロッテンホフ、1771年-1817年）をウィーンに送りアントニーと面会させた。フランツは1796年末もしくは1797年のはじめに軽く顔を合わせていた。アントニーの父との長期の交渉の結果、フランツとアントニーは1798年7月23日にウィーンのシュテファン大聖堂で結婚することになった。結婚から8日経つと2人はウィーンを後にしてフランクフルトへと旅立った。アントニーとフランツは6人の子を儲ける。
- マチルデ （1799年7月3日 フランクフルト - 1800年4月5日）
- ゲオルク・フランツ・メルヒャー （1801年1月13日 フランクフルト - 1853年3月1日）1835年1月5日にリラ・プファイファー（1813年-1868年）と結婚。
- マクシミリアーネ・オイフロジーヌ・クニグンデ（1802年11月8日 フランクフルト - 1861年9月1日ブルンネン/シュヴァイツ）1825年12月30日にフリードリヒ・ランドリン・カール・フォン・ブリッタースドルフ（1792年-1861年）と結婚、ベートーヴェンは彼女のためにピアノ三重奏曲 WoO 39 [2]を作曲した[3]。「ベートーヴェンはピアノ三重奏のためのアレグレットを出版に回そうとしなかったが、おそらく曲の性質があまりにくだけたものだったからだろう。彼は10歳のピアノの生徒であったマクセ・ブレンターノのために曲を書き、『我が小さな友人のピアノ演奏の励みとなるように。LvB』という言葉を添えた[4]。」
- ヨーゼファ・ルドヴィカ （1804年6月29日 フランクフルト - 1875年2月2日）1832年5月28日にアントン・テオドール・ブレンターノ＝トッツァ（1809年-1875年）と結婚。
- フランツィスカ・エリザベート（1806年6月26日 フランクフルト - 1837年10月16日）1836年にヨハン・バプティスト・ヨーゼフ・ロイスと結婚、ファニーという名で知られた。
- カール・ヨーゼフ （1813年3月8日 フランクフルト - 1850年5月18日）

### ウィーン時代
1809年8月、アントニーは病に倒れた父の世話のためにウィーンへと戻るが、父は同年10月30日にこの世を去る。父の死後もその美術品コレクションを整理し、売却を管理するためウィーンに3年間留まった。フランツ・ブレンターノは自ら営む事業の拠点をウィーンに設立し、そこで妻と合流する。ベッティーナ・フォン・アルニムは書簡体で記した小説『ゲーテとある子供の往復書簡』においてビルケンシュトックのコレクションについて次のように記している。「私はプラーターの全景を見渡す古い塔にすこぶる満足している。気持ちの良い緑の芝生の壮大な眺めに連なる木々。ここで私は亡くなったビルケンシュトックの屋敷に暮らしている。2千の彫刻、同じだけの絵画、2百の骨董の瓶、それにエトルリアのランプ、大理石の花瓶、骨董の残骸である手足、中国のドレス、硬貨、鉱物のコレクション、海洋生物、望遠鏡、数えきれない地図、古代の埋もれた王国や都市の設計図、巧みに彫られた杖、貴重な資料、そして最後にカール大帝の剣、私はそうしたもののまっただ中にいるのだ。我らを取り囲むこれらすべては無秩序に輝きを放ちながら目前に迫った仕分けを待っており、従って触れられるものや分かるものは何もない。満開の栗並木、そしてその背に我々を運び急ぐドナウ川よろしく、永久の美術ギャラリーというものは存在しないのである。」
ブレンターノ一家はこの時期の1810年にベートーヴェン、1812年にゲーテとそれぞれ面識を得ている。

### 慈善事業
一家がウィーンから戻った後の1816年、フランツはフランクフルトの議員に選出される。アントニーは貧困者と公民権を失ったフランクフルト市民のための基金を立ち上げる事業により「貧困者の母」として知られており、複数の慈善団体の創設、運営にも携わった。また、フランクフルト随一の文化人であった彼女は、同市にサロン文化を根付かせることに貢献した。ブレンターノ家はゲーテやグリム兄弟といった著名人をフランクフルトの自宅、またはラインガウ近傍のヴィンケル（Winkel）にあった夏の別荘でもてなしたのである。

## メイナード・ソロモンの「不滅の恋人」説
アメリカ合衆国のベートーヴェン学者であるメイナード・ソロモンは1972年発表の「New Light on Beethoven's Letter to an Unknown Woman（氏名未詳女性宛てベートーヴェン書簡への新たな光）」と題した論文上、および補遺となる1977年の評論「Antonie Brentano and Beethoven（アントニー・ブレンターノとベートーヴェン）」において、アントニーがベートーヴェンの「不滅の恋人」であると発表した。
ソロモンの仮説は長く支持を集めたが、ゴルトシュミット、ベアーズ、トーマス＝サン＝ガリ、アルトマン、テレンバッハらにより広く疑念を突き付けられる。ソロモン自身も根拠がせいぜい状況証拠にとどまることを認識していた。ベートーヴェンはアントニーの夫と親密な友人関係を築いており、これをベートーヴェンの道徳規範に照らすと彼が友人の妻と恋愛関係にあったとは考えにくい。加えて、ブレンターノ夫妻の関係がソロモンの趣旨に合うような不仲ではなかったという確かな証拠がある。
「不滅の恋人」として可能性がある他の候補にはテレーゼ・ブルンスヴィック（1775年-1861年）、ヨゼフィーネ・ブルンスヴィック（1779年-1821年）、マリー・フォン・エルデーディ（1779年-1837年）、歌手のアマーリエ・ゼーバルト 、ジュリエッタ・グイチャルディ（1782年-1856年）らがいる。
ようやく近年になってソロモンのアントニー仮説が最終的にして徹底的な反論を受けるに至った。この長年の疑問への答えはベートーヴェンの有名な手紙の第2の部分に既に見出すことが出来る。
1. 「月曜日 - 木曜日 - これらの日にだけ郵便馬車がここからKに向かいます。」
2. 「貴女が私からの最初のメッセージを手にするのはおそらく土曜日以降となるでしょう。」

ベートーヴェンがこれを記したのは7日火曜日のテプリツェであり、アントニー・ブレンターノが同時期に「K」（カルロヴィ・ヴァリ）に数週間の逗留中であったことを知っていた。テプリツェからカルロヴィ・ヴァリの100kmの道のりであれば、郵便馬車は1日しか要しないので、アントニーは遅くとも金曜日の午前までに手紙を受け取ることになる。
しかし、宛先の人物が手紙を土曜日以降に受け取るとベートーヴェンが考えていたとすれば、その人物はテプリツェから西へ2日、カルロヴィ・ヴァリからさらに1日の場所にいなくてはならない。次の大きな都市はエゲルで、カルロヴィ・ヴァリから約50kmの位置にある。その次はさらに10km離れたフランチシュコヴィ・ラーズニェになる。従って、アントニーが除外される可能性が高い。
オーストリアの皇帝が1812年7月5日にフランチシュコヴィ・ラーズニェにおり、ヨゼフィーネの最初の夫が皇帝と私的な友人であることを考え合わせると、ベートーヴェンが7月3日、4日にフランチシュコヴィ・ラーズニェでヨゼフィーネに会おうとしていたと考えるほうが辻褄が合う。

## 関連文献
- Andreas Niedermayer, Frau Schöff Johanna Antonia Brentano. Ein Lebensbild, Frankfurt 1869
- Goethes Briefwechsel mit Antonie Brentano 1814–1821, ed. Rudolf Jung, Weimar 1896
- Max Unger, Auf Spuren von Beethovens „Unsterblicher Geliebten“, Langensalza 1911
- Hermine Cloeter, Das Brentano-Haus in Wien, in: dies., Zwischen Gestern und Heute. Wanderungen durch Wien und den Wienerwald, Wien 1918, pp. 148–162
- Peter Anton von Brentano di Tremezzo, Stammreihen der Brentano mit Abriß der Familiengeschichte, Bad Reichenhall 1933
- Maria Andrea Goldmann, Antonia Brentano, die Frau Schöff, in: Goldmann, Im Schatten des Kaiserdomes. Frauenbilder, Limburg 1938, pp. 69–163
- Jean & Brigitte Massin: Ludwig van Beethoven, Paris 1955
- Maynard Solomon, New light on Beethoven's letter to an unknown woman, in: The Musical Quarterly, Vol. 58 (1972), pp. 572–587
- Maynard Solomon, "Antonie Brentano and Beethoven", in:  "Music and Letters", Vol. 58, no 2 (1977): pp. 153–169.
- Harry Goldschmidt, Um die Unsterbliche Geliebte, Leipzig: Deutscher Verlag für Musik 1977
- Virginia Oakley Beahrs, "The Immortal Beloved Riddle Reconsidered." in: Musical Times, Vol. 129, No. 1740 (Feb. 1988), pp. 64–70.
- Marie-Elisabeth Tellenbach, Psychoanalysis and the Historiocritical Method: On Maynard Solomon‘s Image of Beethoven, in: The Beethoven Newsletter 8/3 (1993/1994), S. 84–92; 9/3, S. 119–127
- Klaus Martin Kopitz, Antonie Brentano in Wien (1809–1812). Neue Quellen zur Problematik „Unsterbliche Geliebte“, in: Bonner Beethoven-Studien, Band 2 (2001), S. 115–146, ISBN 3-88188-063-1, http://www.beethoven-haus-bonn.de/da_literatur/BBS2_Kopitz_AntonieBrentano.pdf%5B%5D
- Klaus Martin Kopitz, Antonie Brentano, in: Das Beethoven-Lexikon, ed. Heinz von Loesch and Claus Raab, Laaber 2008, pp. 144 f.